# Artemisia reptans
Artemisia reptans là một loài thực vật có hoa trong họ Cúc. Loài này được C.Sm. ex Link mô tả khoa học đầu tiên năm 1828.